# لیگ حرفه‌ای دسته اول فوتبال بلغارستان
لیگ حرفه‌ای دسته اول فوتبال بلغارستان (به بلغاری: "А" Професионална футболна група) معتبرترین لیگ فوتبال در کشور بلغارستان است که از سال ۱۹۲۴ تاکنون برگزار می‌شود. این لیگ از ۱۶ تیم که از سراسر کشور بلغارستان در آن شرکت می‌کنند برگزار می‌شود.
باشگاه فوتبال زسکا صوفیه با ۳۱ قهرمانی پرافتخارترین تیم این سری مسابقات به حساب می‌آید.

## پرافتخارترین باشگاه‌ها
| باشگاه          | قهرمانی |
| زسکا صوفیه      | ۳۱      |
| لفسکی صوفیه     | ۲۶      |
| اسلاویا صوفیه   | ۷       |
| لوکوموتیو صوفیه | ۴       |
| لیتکس لووچ      | ۴       |